# シルヴィー・グラール
シルヴィー・グラール（フランス語：Sylvie Goulard、1964年12月6日 - ）は、フランスの政治家。エマニュエル・マクロン政権で第23代国防・軍事大臣を務めた。

## 人物
1964年12月6日にマルセイユにて誕生する。出生時の姓名はシルヴィー・グラッシである（Sylvie Grassi）。
エクス＝マルセイユ大学で法律を学び、1984年に大学を卒業した後、1986年までパリ政治学院に学び、続いてストラスブールのフランス国立行政学院で1989年まで学んだ。
1989年にフランス外務省に入職し、法務担当としてドイツ最終規定条約の交渉、調印及びドイツ再統一（1990年）などに関わる。
2001年から2004年まで欧州委員会第10代委員長のロマーノ・プローディの下で政治顧問を務めた。
2006年から2010年までは欧州国際運動の代表を務める。
2009年欧州議会議員選挙にグラールはフランス西部地区選挙区で出馬し、当選を果たした。欧州議会では欧州自由民主同盟に所属し、経済・金融情勢に関する欧州議会委員会のメンバーとして、欧州と日本やその他の外国との経済問題を担当した。
2016年にエマニュエル・マクロンが旗揚げした政党「共和国前進」に参加した。
2017年5月、フランス共和国大統領に就任したマクロンの下、エドゥアール・フィリップ首相が組閣した内閣に国防・軍事大臣として入閣した。しかし欧州議会議員時代に所属していた政党・民主運動に欧州議会の公金を不正流用した疑惑が持ち上がり、グラール自身も捜査対象となる可能性が出てきたことを受け、わずか1ヶ月後の6月20日に辞任を発表した。軍事大臣の後任は同じエナルクのフロランス・パルリとなった。